# Xenophysa
Xenophysa là một chi bướm đêm thuộc họ Noctuidae.